# Paul Bouchet
Pour les articles homonymes, voir Bouchet.
Paul Bouchet, né le 2 août 1924 à Saint-Étienne et mort le 25 mars 2019 à Saint-Rambert-sur-Loire (Loire), est un avocat français et un conseiller d'État honoraire.

## Biographie
Engagé dans la Résistance (réseau Témoignage chrétien) dès 1942, Paul Bouchet fait ses études de droit à l'université de Lyon. Comme président de l'AGE de Lyon, il est l'un des principaux rédacteurs de la charte de Grenoble que l'UNEF adopte lors de son congrès de 1946. Il est membre du Comité préparatoire international en 1946 et cofondateur de l'Union internationale des étudiants fondée à Prague en novembre 1946. Ses archives sont versées à la Cité des mémoires étudiantes et consultables aux Archives nationales sur le site de Pierrefitte-sur-Seine.
Il participe avec Robert Guillaumond à la création en 1969 du cabinet d’avocat Adamas qui réunit des avocats indépendants dans un objet collectif autour du droit social et se battra toute sa vie pour faciliter l'accès effectif des justiciables au droit. Il défend des réfractaires comme Jean Le Meur, officier du contingent, servant en Algérie, inculpé de désobéissance pour avoir refusé de participer au maintien de l'ordre et de cautionner la torture, et l'objecteur de conscience Michel Tachon.
Le 19 juin 1971, il participe à la marche contre la force de frappe nucléaire organisée par le Groupe d'action et de résistance à la militarisation, de Lyon au poste de commandement du Mont Verdun et y prend la parole.
Il est bâtonnier de l'ordre des avocats de Lyon (1980-1981). En 1982, il quitte le métier d'avocat pour intégrer le Conseil d’État et il préside la commission nationale consultative des droits de l'homme de 1989 à 1996. Il est membre du Haut comité pour le logement des personnes défavorisées et du comité de suivi Dalo[Quoi ?].
Il est président du mouvement ATD Quart monde de 1998 à 2002, où il succède à Geneviève de Gaulle-Anthonioz, puis président d'honneur.
Marié avec Simone Denise Nadine Musté, il est le père de François Bouchet. Il a épousé en secondes noces la juriste Mireille Delmas-Marty.

## Décorations
- Officier de l'ordre national du Mérite (nommé le 10 novembre 1998)[10]

## Publications
- La Propriété contre les paysans, avec Robert Guillaumond, Paris, Éditions du Cerf, 1972, 95 p.
- La misère hors la loi, entretien avec Philippe Petit, Paris : Textuel , 2000, 131 p.
- Mes sept utopies, Éd. de l'Atelier-les Éd. ouvrières, 2010, 174 p.
- "L'UNEF et les frondes étudiantes", film documentaire de Jean-Michel Rodrigo & Georges Terrier, réalisé par Jean-Michel Rodrigo. Coproduction Mecanos Productions, INA, Telessonne, Atom, 2011.

### Autres écrits
- (postface)  Guy Lorant, Fleurence, le comptable proscrit : la lutte juridique, élément de la lutte des classes, Lyon, Chronique sociale, 1981, 166 p.
- (préface) RSF, Le livre noir de l'ex-Yougoslavie purification ethnique et crimes de guerre, Paris, Arléa, 1993, 485 p.